# 内野吾郎
内野 吾郎（うちの ごろう、1914年1月1日 - 1985年12月15日）は、日本の国文学者、國學院大學名誉教授。

## 略歴
神奈川県高座郡御所見村（現・藤沢市）に生まれる。
昭和7年（1932年）に芝中学校を卒業、昭和12年（1937年）に國學院大學国文学科を卒業。
昭和22年（1947年）に北海道第二師範学校教授、昭和25年（1950年）に北海道学芸大学（現・北海道教育大学）教授。昭和36年（1961年）に「日本文芸史の方法序説：その学史的展望と諸学派の批判」で國學院大學より文学博士の学位を取得。昭和38年（1963年）に國學院大學教授。
昭和43年（1968年）に西ドイツのボン大学客員教授として招聘される。昭和45年（1970年）に帰任。昭和50年（1975年）に國學院大學日本文化研究所所長。
昭和59年（1984年）に定年退職、國學院大學名誉教授となる。
昭和60年（1985年）に肝不全と腎不全のため死去。昭和61年（1986年）に従四位勲三等瑞宝章が贈られる。

## 業績
日本文学史、特に国学をめぐる文学史が専門。本居宣長らの学問を「国学」、それを批判的に継承した柳田國男・折口信夫の学問を「新国学」と位置づけた。

## エピソード
- 大声の持ち主で、弁舌が巧みであった。
- 酒は一滴も飲めなかったが、なぜか宴席にはとけこんでいた。
- 愛称は「内野（ないや）ゴロ」。巨人の大ファンだった。

## 著書
- 『日本文芸史考』函館人文学会、1954年。
- 『説話文学要解：今昔物語・宇治拾遺物語・十訓抄・古今著聞集』有精堂出版〈文法解明叢書〉、1955年。
- 『宇治拾遺物語要解』有精堂出版〈文法解明叢書〉、1958年。
- 『日本文芸概論』白帝社、1966年。
- 『日本文芸研究法：文芸学の方法序説』桜楓社、1972年。
- 『日本文芸史素描：古代・中世編』白帝社、1972年。
- 『文芸学史の方法：国学史の再検討』桜楓社、1974年。
- 『民族と文化の発見』戸田義雄共編、大明堂、1978年。
- 『江戸派国学論考』創林社、1979年。
- 『新国学論の展開：柳田・折口民俗学の行方』創林社、1983年。
- 『日本文芸研究史』桜楓社、1984年。
- 『日本文学通史：古典篇』編、おうふう、1993年。
- 『江戸派国学論考：学派の形成とその社会圏』アーツアンドクラフツ、2002年。